# Maria Enrichetta Dominici
Maria Enrichetta (al secolo Caterina) Dominici (Carmagnola, 10 ottobre 1828 – Torino, 21 febbraio 1894) è stata una religiosa italiana, cofondatrice e superiora generale delle suore di Sant'Anna. È stata beatificata da papa Paolo VI il 7 maggio 1978.

## Biografia
Nata a Borgo Salsasio, frazione di Carmagnola, da una modesta famiglia di agricoltori, manifestò sin dalla gioventù il desiderio di abbracciare la vita religiosa: ottenuto il consenso dello zio, entrò tra le suore di Sant'Anna di Torino e il 27 luglio 1851 vestì l'abito religioso. Emise la sua professione dei voti di povertà, obbedienza e castità il 26 luglio 1853, quando assunse il nome religioso di suor Maria Enrichetta.
Prestò servizio presso le case della congregazione di Santena e Castelfidardo, dove si distinse per l'assistenza ai malati durante un'epidemia di colera. Nel 1858 tornò a Torino con l'incarico di maestra delle novizie e nel 1861 fu eletta seconda superiora generale della congregazione, sostituendo nella carica madre Maria degli Angeli. Ricoprì la carica di superiora generale per oltre trent'anni, fino alla morte.
Sotto il suo generalato le suore della congregazione si aprirono all'apostolato missionario accanto ai padri dell'istituto Missioni estere di Milano e vennero chiamate da Giovanni Bosco a curare la formazione delle prime figlie di Maria Ausiliatrice a Mornese.
Ammalatasi di carcinoma al seno, morì nel 1894.

## Culto
La Dominici venne dichiarata venerabile da papa Paolo VI il 1º febbraio 1975 e venne beatificata il 7 maggio 1978.
Il Martirologio Romano colloca la sua memoria al 21 febbraio.